# ISO 3166-2:GW
ISO 3166-2:GW è uno standard ISO che definisce i codici geografici della Guinea-Bissau; è il sottogruppo del codice ISO 3166-2 relativo alla Guinea-Bissau.
Lo scopo dello standard è quello di stabilire una serie di abbreviazioni internazionali dei luoghi da utilizzare per le etichette di spedizione, i contenitori, e, più in generale, ovunque un codice alfanumerico possa essere usato per indicare una località in modo meno ambiguo e più pratico del nome completo.
I codici identificano le principali suddivisioni geografiche chiamate regioni. La prima parte è costituita dal codice ISO 3166-1 GW identificativo della Guinea-Bissau, mentre la seconda parte è costituita da un gruppo di due caratteri alfabetici.

## Lista dei codici
| Codice | Regione                    |
| ------ | -------------------------- |
| GW-BA  | Regione di Bafatá          |
| GW-BM  | Regione di Biombo          |
| GW-BS  | Settore Autonomo di Bissau |
| GW-BL  | Regione di Bolama          |
| GW-CA  | Regione di Cacheu          |
| GW-GA  | Regione di Gabú            |
| GW-OI  | Regione di Oio             |
| GW-QU  | Regione di Quinara         |
| GW-TO  | Regione di Tombali         |